# Hyophila lanceolata
Hyophila lanceolata är en bladmossart som beskrevs av Ferdinand François Gabriel Renauld och Jules Cardot 1897. Hyophila lanceolata ingår i släktet Hyophila och familjen Pottiaceae. Inga underarter finns listade i Catalogue of Life.